# Whitechapel (film, 1920)
Pour les articles homonymes, voir Whitechapel (homonymie).
Whitechapel (titre original : Whitechapel. Eine Kette von Perlen und Abenteuern ) est un film allemand réalisé par Ewald André Dupont, sorti en 1920. Ce film fut tourné à Londres dans un théâtre de Whitechapel.

## Synopsis
Fred Hopkins, un assistant bijoutier, remplace le collier de perles que Lord Reading a acheté comme cadeau de mariage par une imitation sans valeur. Une chasse commence, que la vendeuse de fleurs Rahel et le marchand de pantins David parviennent à clore en trouvant les bijoux. Hopkins, qui est condamné, se suicide alors avec du poison de peur d'être exécuté.

## Fiche technique
- Titre : Whitechapel
- Titre original : Whitechapel. Eine Kette von Perlen und Abenteuern
- Réalisation : Ewald André Dupont
- Scénario : 	Max Jungk, Julius Urgiß
- Société de production : Gloria-Film
- Distribution : UFA
- Producteur : Hanns Lippmann
- Cinématographie : Karl Hasselmann
- Décors : Heinrich Richter
- Pays de production :  République de Weimar
- Format : Noir et blanc - 1,33:1 - Muet
- Genre : Policier
- Dates de sortie : 
  - République de Weimar : 30 septembre 1920
  - Finlande : 7 février 1921

## Distribution
- Hans Mierendorff
- Grit Hegesa
- Carl Clewing
- Marga Kierska
- Otto Gebühr
- Guido Herzfeld
- Hermann Wlach
- Henry Bender
- Carl Geppert
- Fritz Schulz
- Leo Connard
- Ferry Sikla
- Lu Jürgens
- Adolf E. Licho
- Rudolf Lettinger
- Julia Serda

### Source de la traduction
- (en) Cet article est partiellement ou en totalité issu de l’article de Wikipédia en anglais intitulé « Whitechapel (film) » (voir la liste des auteurs).